# JetBrains
JetBrains är ett tjeckiskt programvaruföretag vars produkter främst riktar sig mot utvecklare och projektledare. 2019 hade företaget över 990 anställda. JetBrains har kontor i Prag, Sankt Petersburg, Moskva, München, Boston, Novosibirsk, Amsterdam, Foster City och Marlton.
Företaget erbjuder integrerade utvecklingsmiljöer för programspråken Java, Kotlin, Ruby, Python, PHP, C, Objective-C, C++, C#, Go, JavaScript och SQL.
Man bröt ny mark när man 2011 introducerade Kotlin, ett programspråk som körs i Java Virtual Machine (JVM).